# Presa Benito Juárez
La presa Benito Juárez también llamada presa El Marqués, es una presa de México ubicada en el cauce donde se unen los ríos Tehuantepec y Tequisistlán en el municipio de Santa María Jalapa del Marqués, Oaxaca, su embalse tiene una capacidad de albergar 720.317 hectómetros cúbicos de agua, fue inaugurada en el 1 de enero de 1961 por el entonces presidente de México, Adolfo López Mateos,
su uso primordial es para riego agrícola en las zonas de Tehuantepec y Juchitán.